# Венгерский филлер
Фи́ллер (венг. fillér) — венгерская разменная монета, бывшая в обращении с 1892 по 1999 год.
В разное время филлер был сотой частью австро-венгерской кроны, венгерской кроны, пенгё, форинта. Название происходит от нем. Vierer — «четыре», названия австро-венгерской монеты в 4 крейцера.
Последние филлеры были отчеканены в 1999 году, в настоящее время в реальном денежном обращении не участвуют, но до сих пор считаются составной частью венгерского форинта.

## Австро-венгерская крона
Австро-венгерская крона введена в качестве денежной единицы Австро-Венгрии в 1892 году. Разменная денежная единица в австрийской части империи называлась «геллер», в венгерской — «филлер». Чеканка монет в филлерах была начата в 1892 году, их выпуск в обращение — в 1893. До 1900 года в обращении находились также и старые монеты в соотношении: 1 гульден (флорин) = 2 кроны, 1 крейцер = 2 филлера (геллера). Монеты в филлерах чеканились на монетном дворе в Кёрмёцбанья, они (также как и монеты в геллерах) являлись законным платёжным средством на всей территории империи.
С началом Первой мировой войны монеты в 2, 10 и 20 филлеров стали чеканиться из железа, а чеканка монет в 1 филлер была прекращена. После распада Австро-Венгрии австро-венгерская крона, в том числе и монеты в филлерах, продолжала использоваться на территории вновь образованных государств до создания ими национальных кредитно-денежных систем.
| Аверс | Реверс | Номинал     | Диаметр, мм | Толщина, мм | Масса, г | Металл                         | Гурт      | Годы чеканки                      | Выпущены в обращение | Изъяты из обращения |
| ----- | ------ | ----------- | ----------- | ----------- | -------- | ------------------------------ | --------- | --------------------------------- | -------------------- | ------------------- |
|       |        | 1 филлер    | 17          | 1           | 1,66     | Медь/Олово/Цинк (950/40/10)    | гладкий   | 1892—1904, 1906, 1914             | 1 апреля 1893        | 31 декабря 1926     |
|       |        | 2 филлера   | 19          | 2           | 3,33     | Медь/Олово/Цинк (950/40/10)    | гладкий   | 1892—1910, 1914, 1915             | 1 апреля 1893        | 31 декабря 1926     |
|       |        | 2 филлера   | 17          | 2           | 2,78     | Железо                         | гладкий   | 1916—1918                         | 6 ноября 1916        | 31 декабря 1926     |
|       |        | 10 филлеров | 19          | 1           | 3        | Никель                         | ребристый | 1892—1896, 1906, 1908, 1909, 1914 | 7 мая 1893           | 30 апреля 1918      |
|       |        | 10 филлеров | 19          | 1           | 3        | Медь/Цинк/Никель (500/400/100) | ребристый | 1914—1916                         | 10 мая 1915          | 31 декабря 1926     |
|       |        | 10 филлеров | 19          | 1           | 2,5      | Железо                         | ребристый | 1915, 1916, 1918                  | 10 ноября 1916       | 31 декабря 1926     |
|       |        | 20 филлеров | 21          | 2           | 4        | Никель                         | ребристый | 1892—1894, 1906—1908, 1914        | 7 мая 1893           | 31 декабря 1917     |
|       |        | 20 филлеров | 21          | 1           | 3,33     | Железо                         | гладкий   | 1914—1918                         | 3 августа 1916       | 31 декабря 1926     |

1. ↑  Дата изъятия из обращения в Венгрии, сроки изъятия на других территориях см. Австро-венгерская крона#Изъятие кроны из обращения

## Венгерская крона
Оборудование монетного двора в Кёрмёцбанье было перевезено в Будапешт, где в 1920 году была начата чеканка монет в филлерах. Монеты в 10 и 20 филлеров 1920—1922 годов чеканились по типу австро-венгерских монет образца 1914 года. Внешний вид и характеристики монет не изменялись, в том числе и обозначение монетного двора в Кремнице — KB.
| Аверс | Реверс | Номинал     | Диаметр, мм | Толщина, мм | Масса, г | Металл | Гурт      | Годы чеканки | Изъяты из обращения |
| ----- | ------ | ----------- | ----------- | ----------- | -------- | ------ | --------- | ------------ | ------------------- |
|       |        | 10 филлеров | 19          | 1           | 2,5      | Железо | ребристый | 1920         | 31 декабря 1926     |
|       |        | 20 филлеров | 21          | 1           | 3,33     | Железо | гладкий   | 1920—1922    | 31 декабря 1926     |

В ноябре 1920 года в обращение были выпущены разменные билеты Почтово-сберегательного банка в филлерах.
| Изображение         | Изображение         | Номинал     | Размер     | Дата                   | Дата                | Дата                 |
| Аверс               | Реверс              | Номинал     | Размер     | Указанная на банкнотах | Выпуска в обращение | Изъятия из обращения |
| ------------------- | ------------------- | ----------- | ---------- | ---------------------- | ------------------- | -------------------- |
| Внешнее изображение | Внешнее изображение | 20 филлеров | 87 × 56 мм | 2 октября 1920 г.      | 22 ноября 1920 г.   | 9 января 1924 г.     |
| Внешнее изображение | Внешнее изображение | 50 филлеров | 87 × 56 мм | 2 октября 1920 г.      | 14 декабря 1920 г.  | 9 января 1924 г.     |

В 1920 году были изготовлены пробные экземпляры монетоподобных денежных знаков из картона номиналом в 50 филлеров. На аверсе — изображение герба Венгрии, на реверсе — номинал
| Изображение         | Номинал     | Диаметр, мм | Материал | Год изготовления |
| ------------------- | ----------- | ----------- | -------- | ---------------- |
| Внешнее изображение | 50 филлеров | 30          | Картон   | Не указан        |

## Пенгё

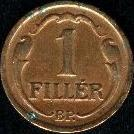
1 филлер 1938 года

1 января 1927 года вместо кроны введена новая денежная единица — пенгё, также равный 100 филлерам. Новые монеты в 1, 2, 10, 20 и 50 филлеров чеканились с 1926 года, в обращение были выпущены в конце декабря того же года. До 30 июня 1927 года в обращении находились банкноты в 1000, 5000 и 10 000 крон с надпечаткой номинала в филлерах (соответственно 8, 40 и 80 филлеров).
С 1940 года монеты чеканились из более дешёвых металлов, а в 1944 году чеканка филлеров была прекращена. Формально монеты в филлерах оставались законным платёжным средством до 31 декабря 1945 года, хотя фактически уже раньше исчезли из обращения в связи с гиперинфляцией.

## Форинт
Форинт, введённый 1 августа 1946 года, также делится на 100 филлеров. Чеканка новых монет в 2, 10, 20 и 50 филлеров начата в 1946 году, 5 филлеров — в 1948 году. Монеты в 2, 10 и 20 филлеров выпущены в обращение 1 августа 1946 года, монеты в 5 и 50 филлеров — в 1948 году. Первоначально из алюминия чеканились только монеты в 5 и 50 филлеров, с 1953 года — все монеты в филлерах.
Монеты в 2 и 5 филлеров изъяты из обращения 30 сентября 1992 года, 10 и 20 филлеров — 30 июня 1996, 50 филлеров — 30 сентября 1999.